# 馬尾区
馬尾区（ばびく）は中華人民共和国福建省福州市に位置する市轄区。

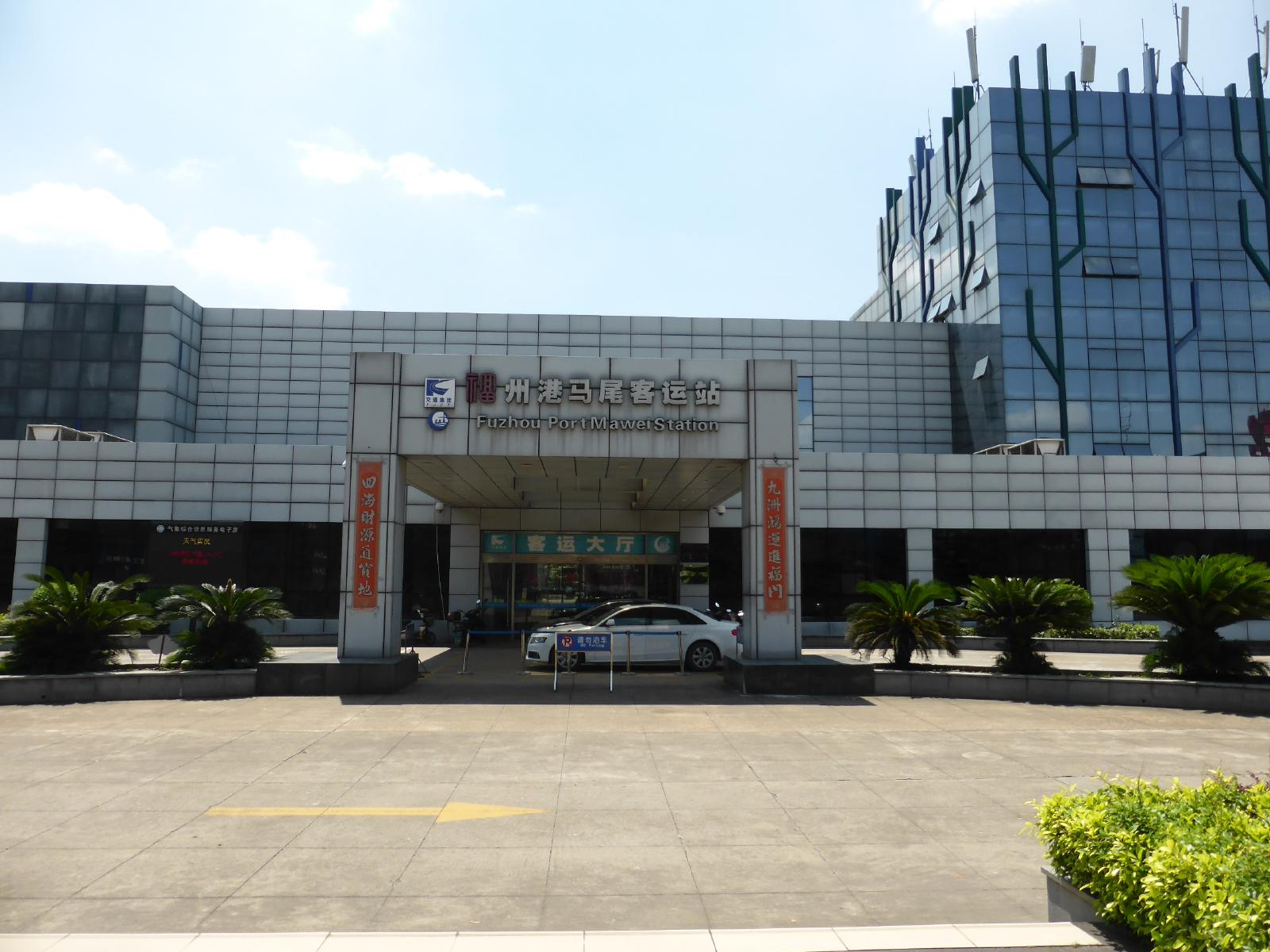
馬尾福州港客運站

## 行政区画
下部に1街道、3鎮を管轄する
- 街道
  - 羅星街道
- 鎮
  - 馬尾鎮、亭江鎮、琅岐鎮

## 観光
- 羅星塔

## 経済
- 馬尾造船
- 福州船政局

## 交通

### 鉄道
- 福馬線馬尾駅 - 貨物専用駅であり、管理事務所はあるが駅舎はない。

### 道路
- 高速道路
  -  瀋海高速道路
  -  福州環状高速道路（中国語版）
  -  福州空港高速道路（中国語版）
- 国道
  - G104国道（中国語版）
  - G228国道

### 港湾
- 琅岐港（馬祖列島南竿郷福澳港（中国語版）との小三通）